# منتخب إسكتلندا تحت 21 سنة لكرة القدم
منتخب إسكتلندا تحت 21 سنة لكرة القدم هو الممثل الرسمي لـ اسكتلندا في بطولات كرة القدم تحت 21 سنة. يشارك الفريق في بطولة أوروبا تحت 21 لكرة القدم التي تقام كل عامين.